# Pierre van Hooijdonk
Petrus Ferdinandus Johannes „Pierre“ van Hooijdonk (* 29. listopadu 1969, Steenbergen) je bývalý nizozemský fotbalista. Hrával na pozici útočníka.

## Klubová kariéra
S Feyenoordem Rotterdam vyhrál Pohár UEFA 2001/02, ve finále přispěl dvěma góly k výhře 3:2 nad německým týmem Borussia Dortmund.

S Fenerbahçe Istanbul se stal dvakrát mistrem Turecka (2003/04, 2004/05). S Celticem Glasgow získal skotský pohár (1994/95).
Za celou svou kariéru nastřílel 348 prvoligových branek. V sezóně 1995/96 se stal nejlepším střelcem skotské ligy, v sezóně 2001/02 nizozemské ligy Eredivisie (24 branek v dresu Feyenoordu). Ve stejné sezóně byl též nejlepším střelcem Poháru UEFA. Roku 2002 byl vyhlášen nejlepším fotbalistou Nizozemska.

## Reprezentační kariéra
S nizozemskou fotbalovou reprezentací získal bronzovou medaili na mistrovství Evropy 2000 a 2004. Hrál i na světovém šampionátu roku 1998. Celkem za národní tým odehrál 46 utkání, v nichž vstřelil 14 branek.

## Osobní
Van Hooijdoonk se stal obětí finančního podvodu, kdy na radu svého bývalého účetního investoval 2,5 milionu eur do čínské textilky, která ale neexistovala.